# Vallaris solanacea
Vallaris solanacea är en oleanderväxtart som först beskrevs av Albrecht Wilhelm Roth, och fick sitt nu gällande namn av Carl Ernst Otto Kuntze. Vallaris solanacea ingår i släktet Vallaris och familjen oleanderväxter. Inga underarter finns listade i Catalogue of Life.